# Bangladés en los Juegos Olímpicos de Seúl 1988
Bangladés estuvo representado en los Juegos Olímpicos de Seúl 1988 por un total de 6 deportistas masculinos que compitieron en 2 deportes.
El portador de la bandera en la ceremonia de apertura fue el nadador Bazlur Mohamed Rahman. El equipo olímpico bangladesí no obtuvo ninguna medalla en estos Juegos.